# Pyramide rhomboïdale
Vous lisez un « bon article » labellisé en 2009.
La pyramide rhomboïdale a été construite pour le roi Snéfrou à Dahchour en Égypte. Sa forme particulière en fait une tentative avortée de pyramide à faces lisses, dernier stade de l'évolution des pyramides.
Elle possède de nombreuses particularités et ressemble par bien des points à la pyramide érigée par le fils de Snéfrou, Khéops. Elle est munie de deux entrées dont l'une n'est pas située sur la face nord, fait unique dans l’Ancien Empire, et conserve encore la majeure partie de son revêtement, faisant de cette pyramide la mieux conservée de toute l’Égypte.
Le complexe pyramidal a révélé les vestiges d'un imposant temple funéraire dont la riche ornementation le distingue des autres monuments de la IVe dynastie.

## Exploration du monument de l'Antiquité à nos jours

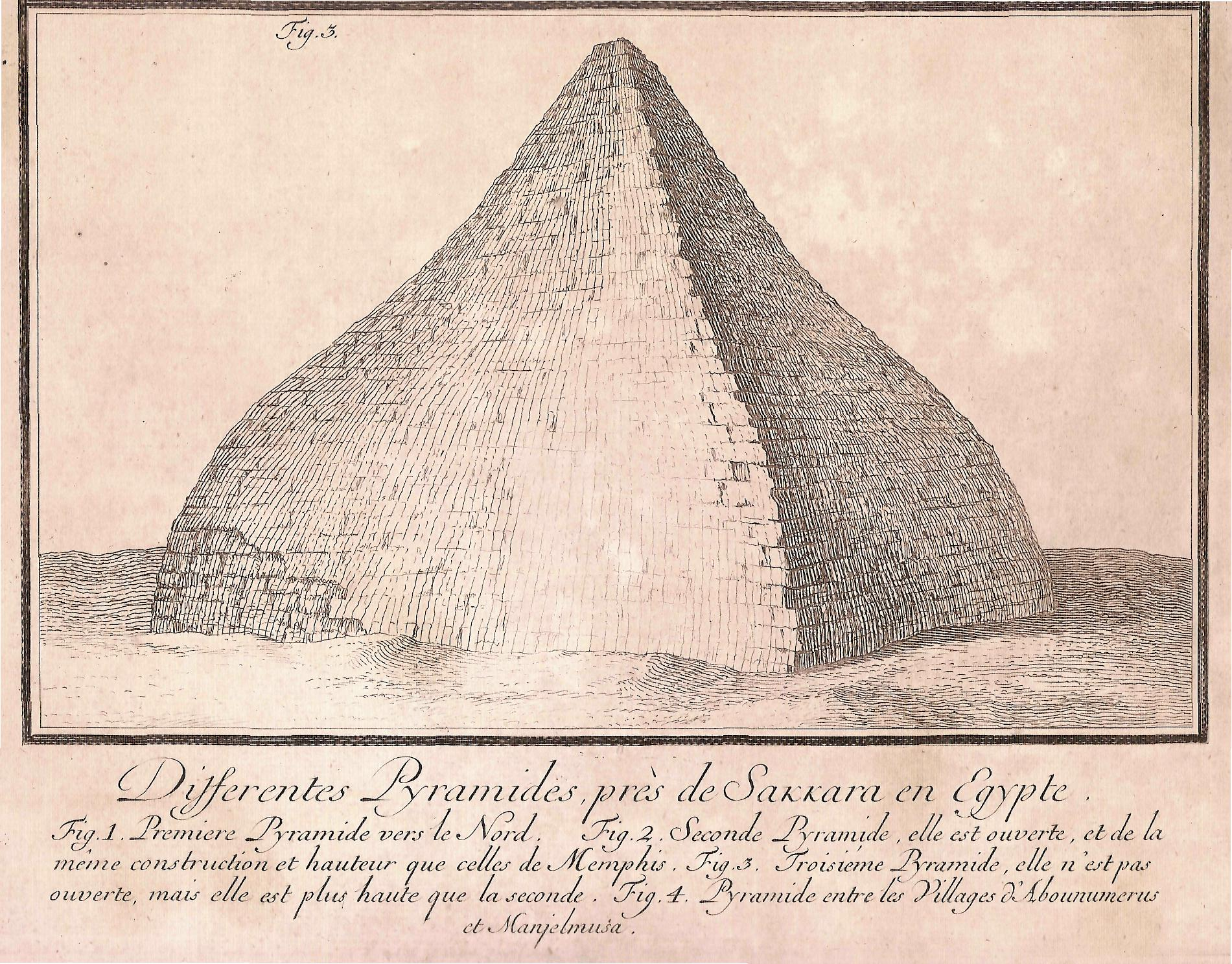
La pyramide rhomboïdale
Voyage d'Égypte et de Nubie, Frédéric Louis Norden (XVIIIe siècle).

## Le complexe funéraire
L’ensemble funéraire est constitué de la pyramide du souverain et d’une pyramide satellite, toutes deux ceinturées par un mur de pierres de deux mètres d'épaisseur environ. Cette enceinte est reliée à un temple funéraire par une longue chaussée à ciel ouvert d’environ 704 mètres de long. En raison de sa position éloignée du bord de la vallée, ce temple funéraire ne devait pas être le temple d'accueil (ou temple de la vallée) à proprement parler. D'ailleurs, il subsiste des vestiges d'une deuxième chaussée qui devait relier ce temple au véritable temple de la vallée. C'est une particularité que l'on ne retrouve dans aucun autre complexe pyramidal.
| Éléments du complexe funéraire |                                                                            |
|                                | 1. Pyramide 2. Pyramide satellite 3. Temple haut 4. Chaussée 5. Temple bas |

## Pyramide
- Hauteur : 105,07 m[4] ;

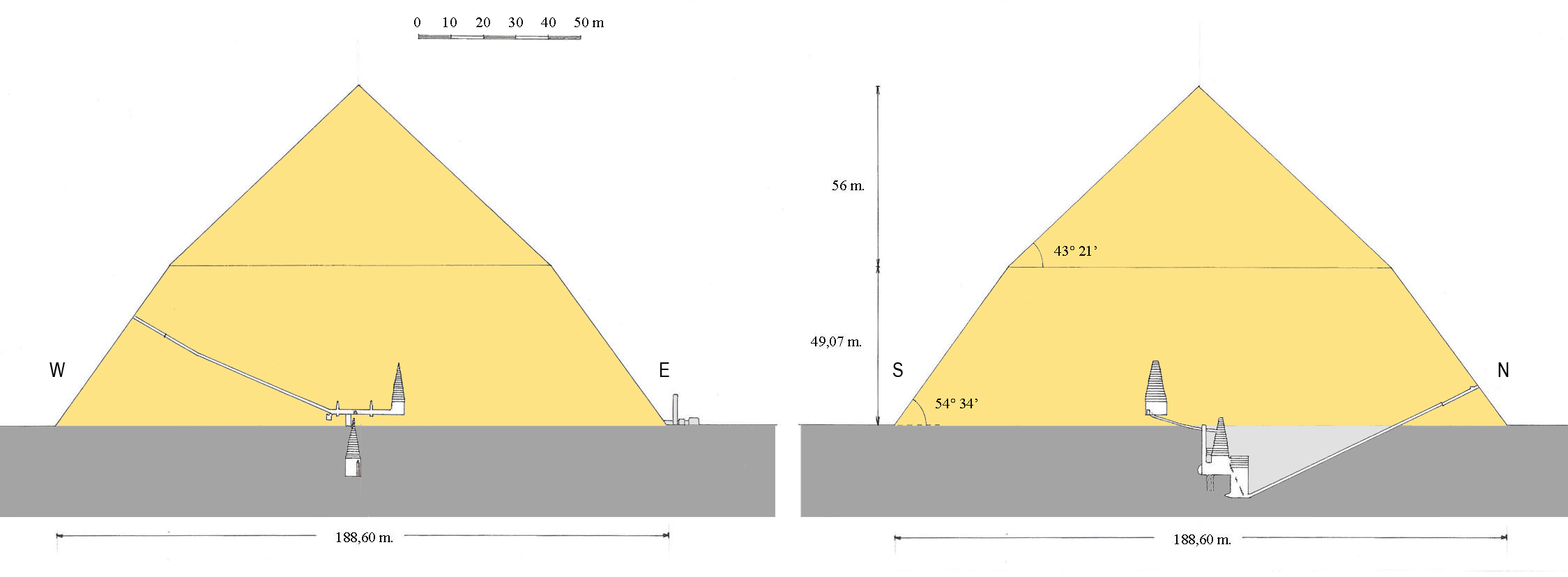
Plans en coupe de la pyramide rhomboïdale (dessin : Franck Monnier).

- Longueur des côtés de la base : 188,60 m[4] ;
- Périmètre : 754,4 m ;
- Surface : 35 570 m2 ;
- Angle d'inclinaison : 54° 34′, puis 43° 21′[4] ;
- Pente de la partie inférieure : 7/5 ;
- Orientation : faces orientées sur les quatre points cardinaux (erreur: ~ 9′ 12″)[4],[note 2].

La première caractéristique évidente de la pyramide est son aspect en double pente qui est le résultat d’un changement de plan intervenu durant la construction (voir § Construction, les deux changements de plans).
La seconde caractéristique est le doublement de sa distribution interne. Deux chambres funéraires sont accessibles par deux entrées, l’une située sur la face nord et l’autre sur la face ouest. La pyramide de Khéphren possède également deux entrées, mais elles sont situées toutes les deux sur le côté nord du monument.
La superstructure de la pyramide présente un parement dont les blocs en calcaire sont inclinés vers l'intérieur d'un angle variant de 6° 08′ à 13° 27′. Un grand nombre de blocs ont été enlevés par des carriers de l'époque moderne. Mais des signes d'instabilité (et sans doute des accidents) ont écourté l'extraction, laissant à la pyramide rhomboïdale un aspect extérieur quasi intact.
La maçonnerie de l'ensemble de la pyramide présente une concavité irrégulière des faces, un aspect que l'on retrouve également à la pyramide de Khéops. L'excellent état de conservation du monument ne permet pas de tirer des informations sur la structure du nucléus, ni d'affirmer s'il est composé de gradins comme dans la plupart des autres pyramides.

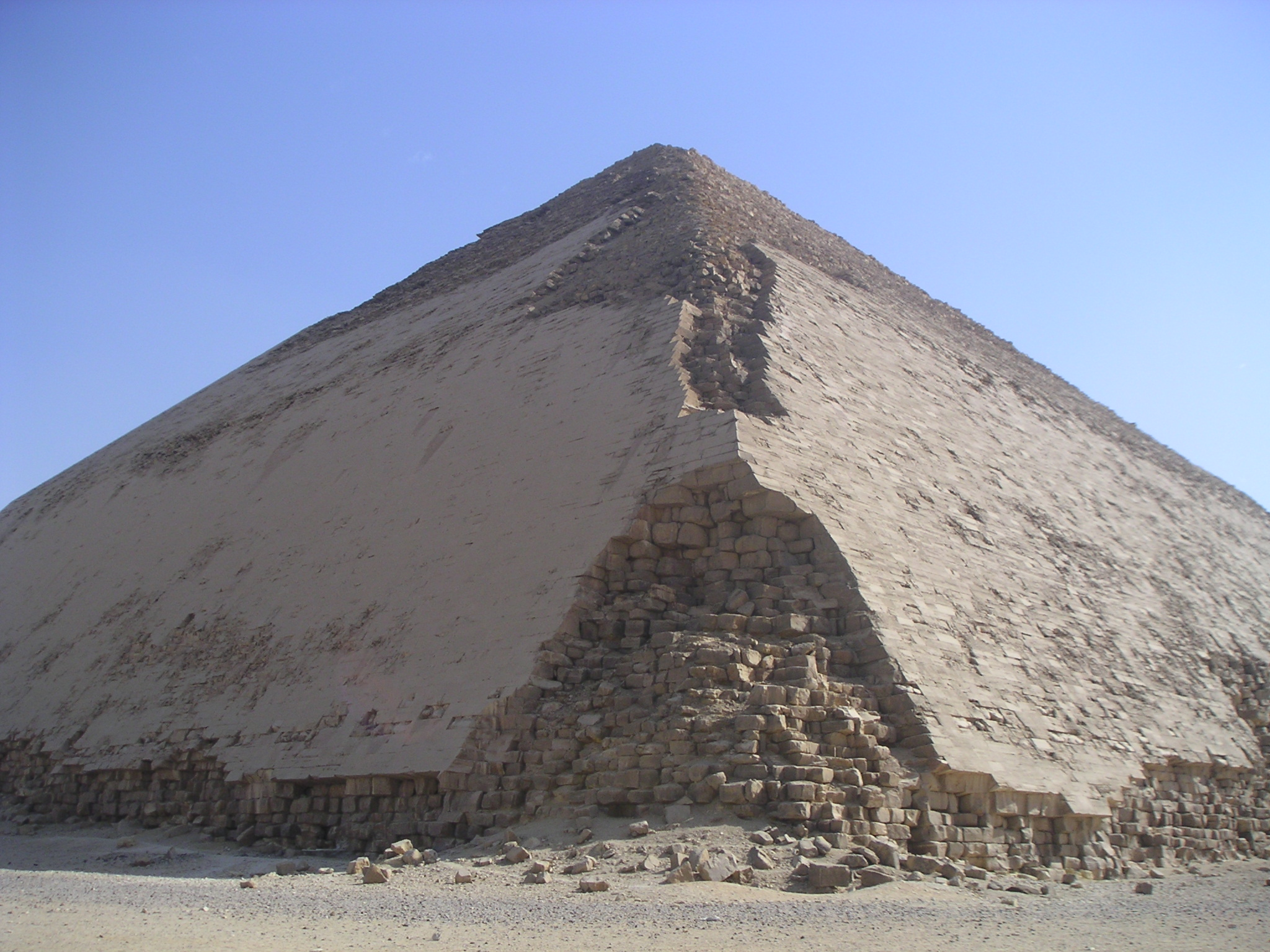
La pyramide rhomboïdale vue de l'angle nord-ouest.
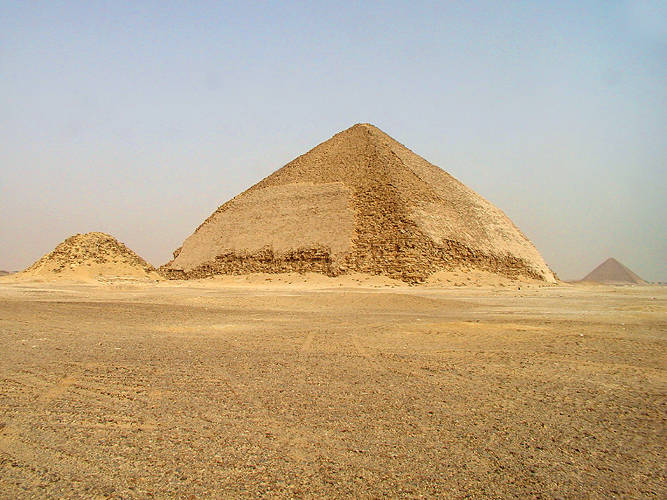
La pyramide rhomboïdale et sa pyramide satellite.
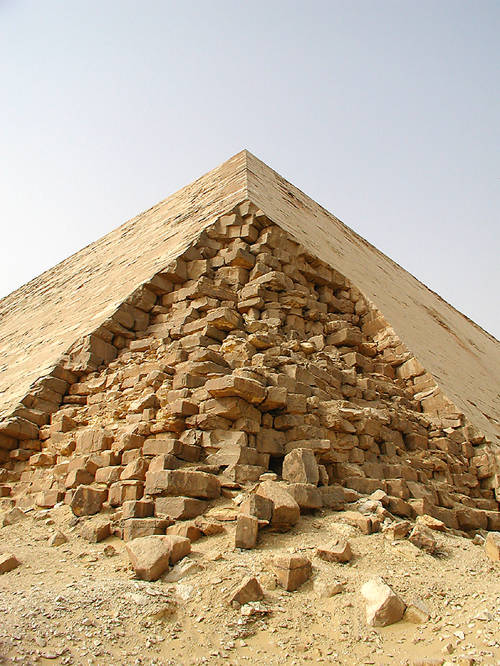
Le coin nord-est de la pyramide.
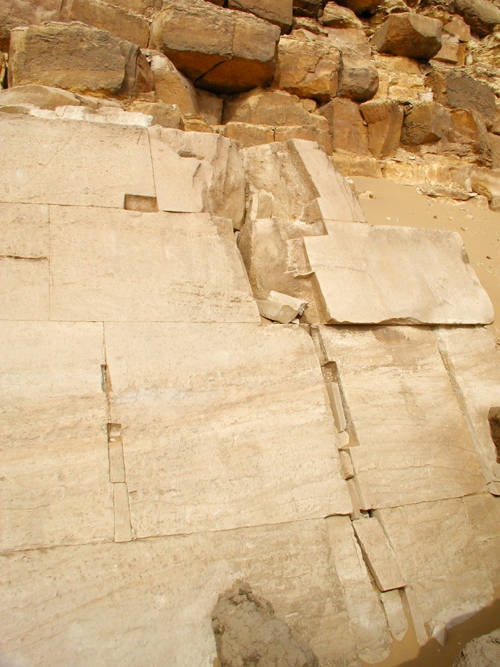
Blocs de parement de la pyramide (face est).
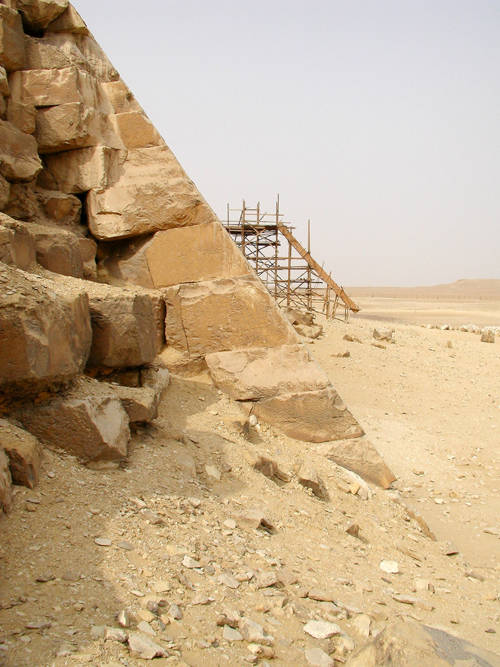
Blocs de parement de la pyramide (face nord).
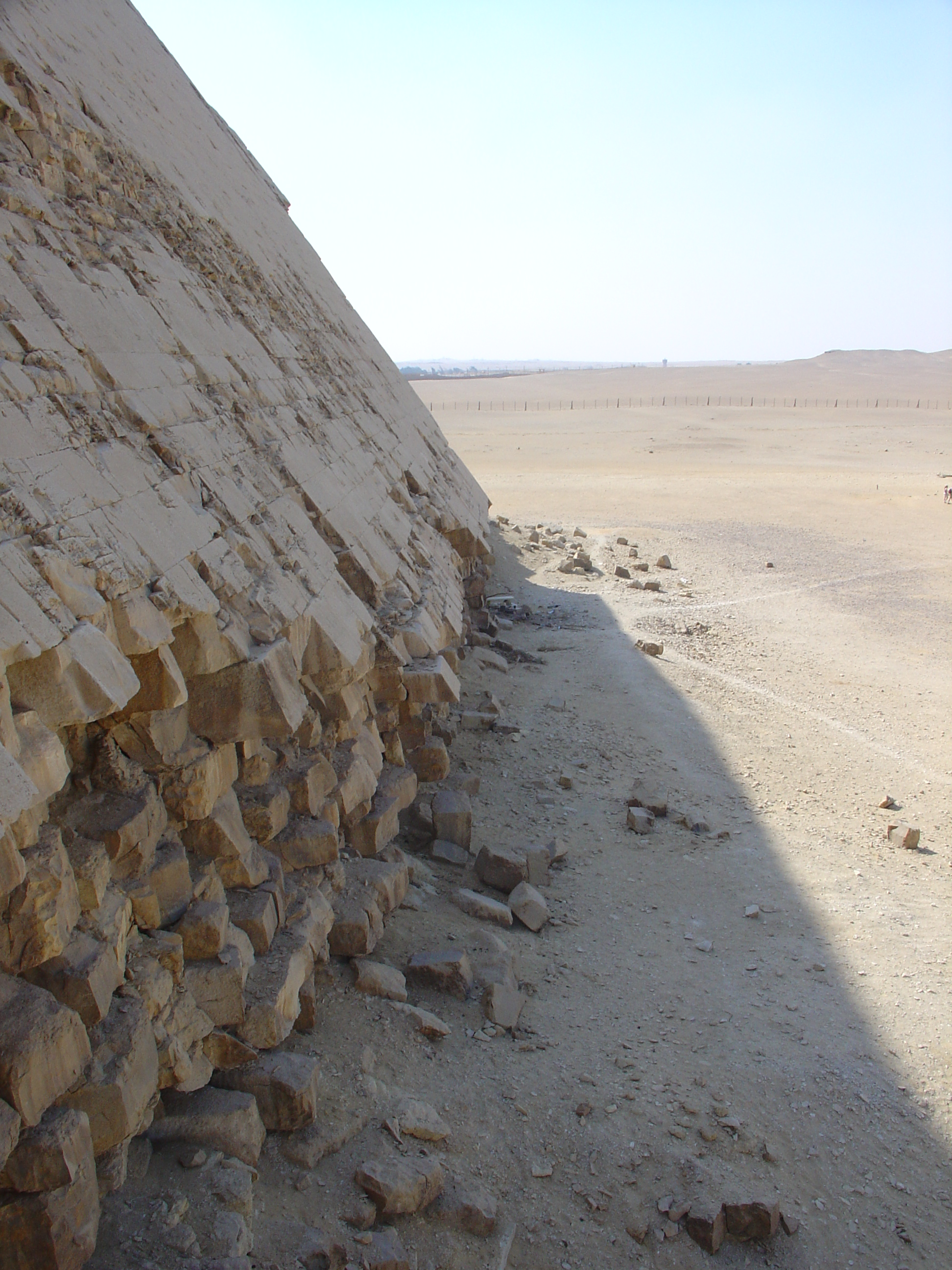
Autre vue du parement de la pyramide.
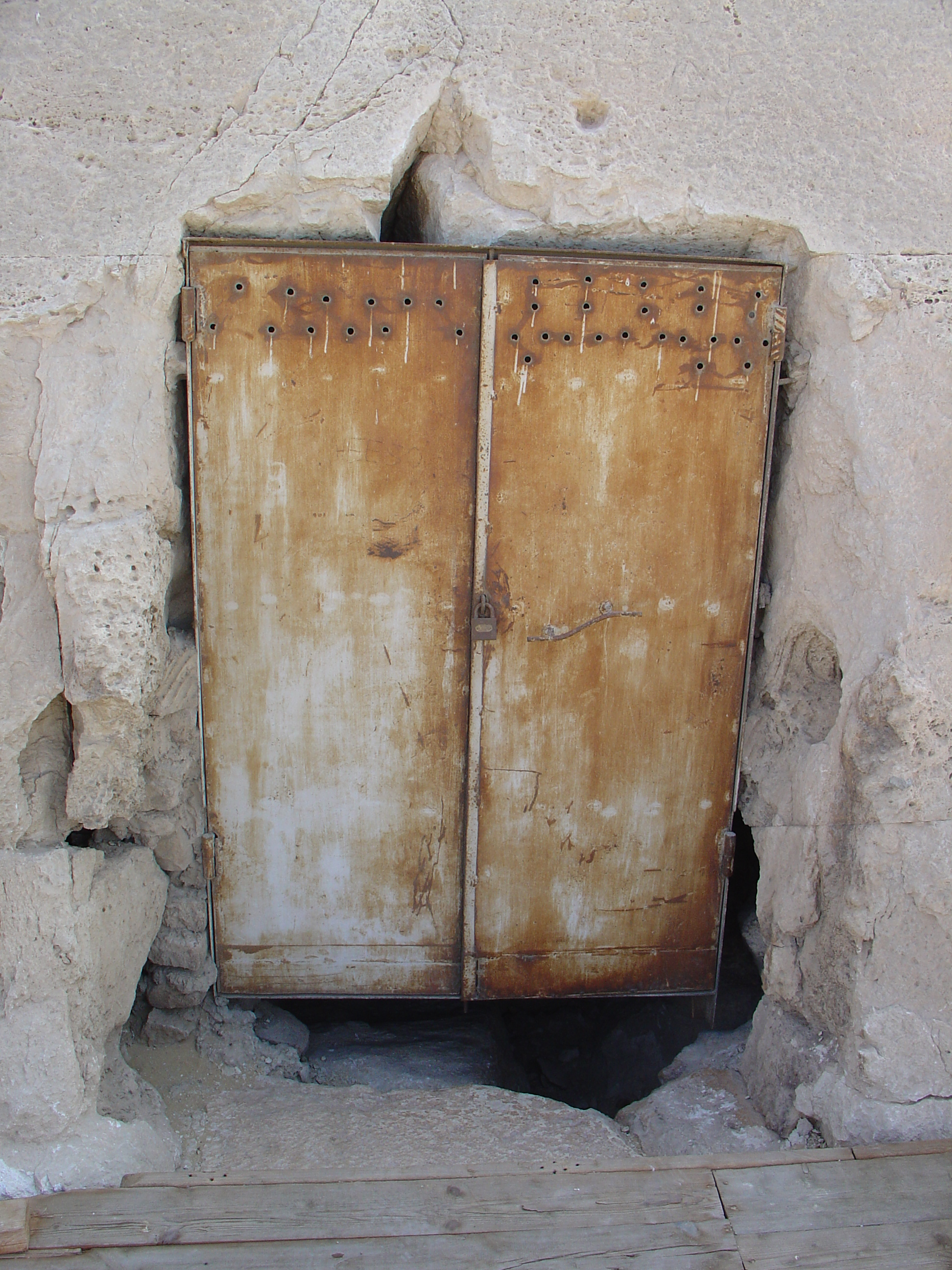
Entrée nord de la pyramide.
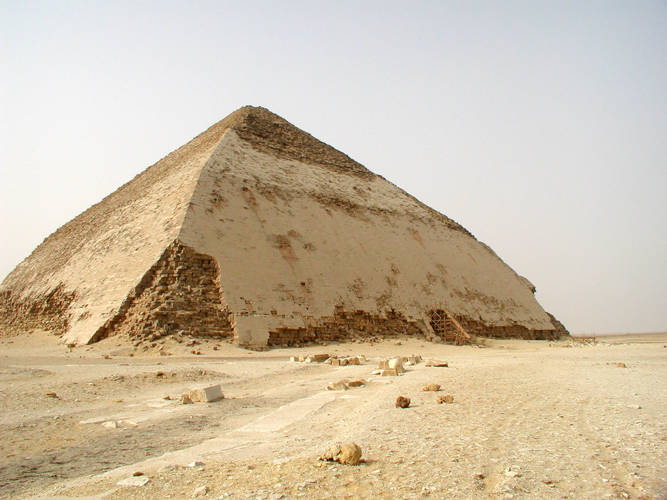
Vue de la face nord de la pyramide.

### Première distribution interne (entrée nord)

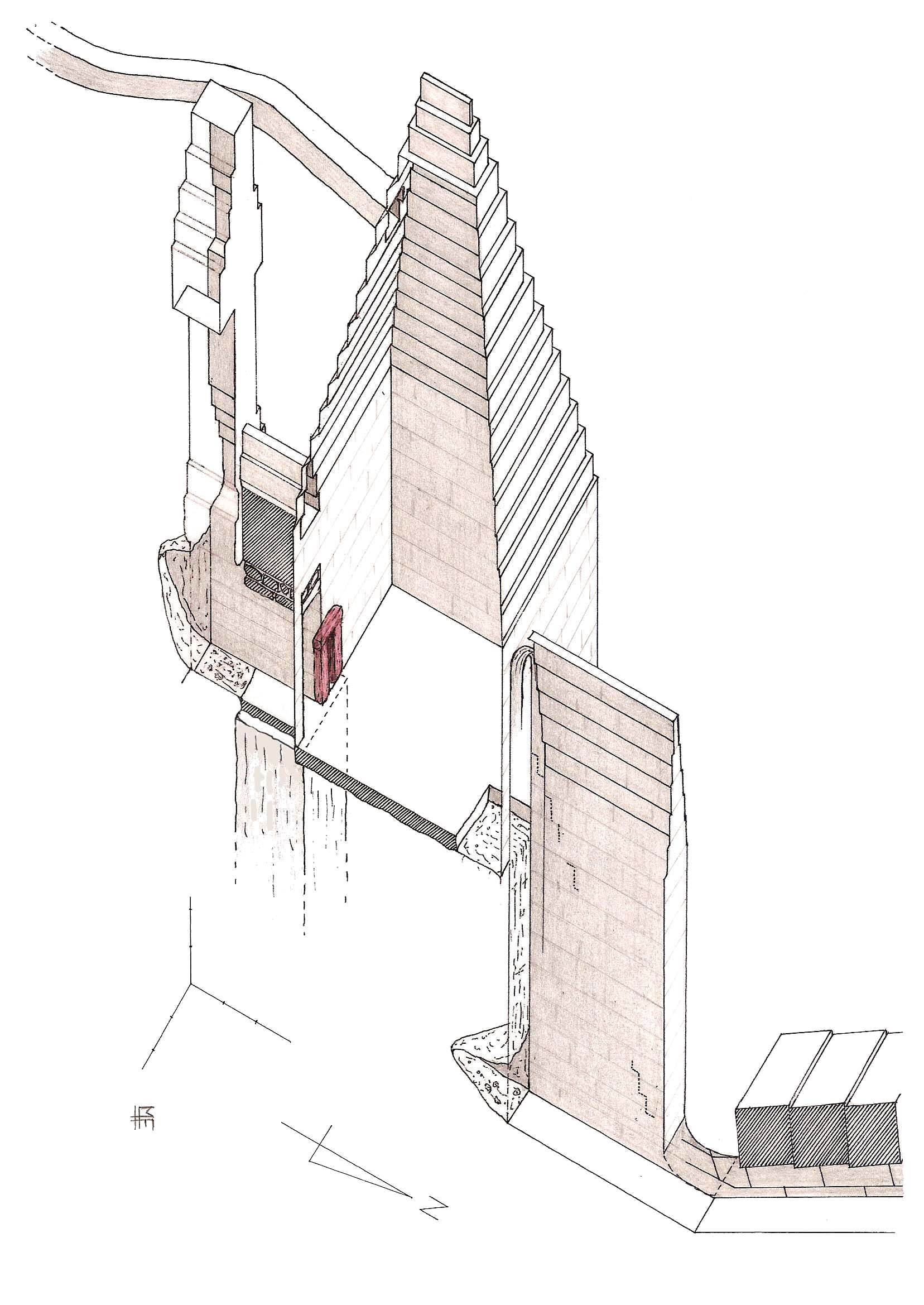
Vue axonométrique de la chambre inférieure de la pyramide rhomboïdale (dessin : Franck Monnier).

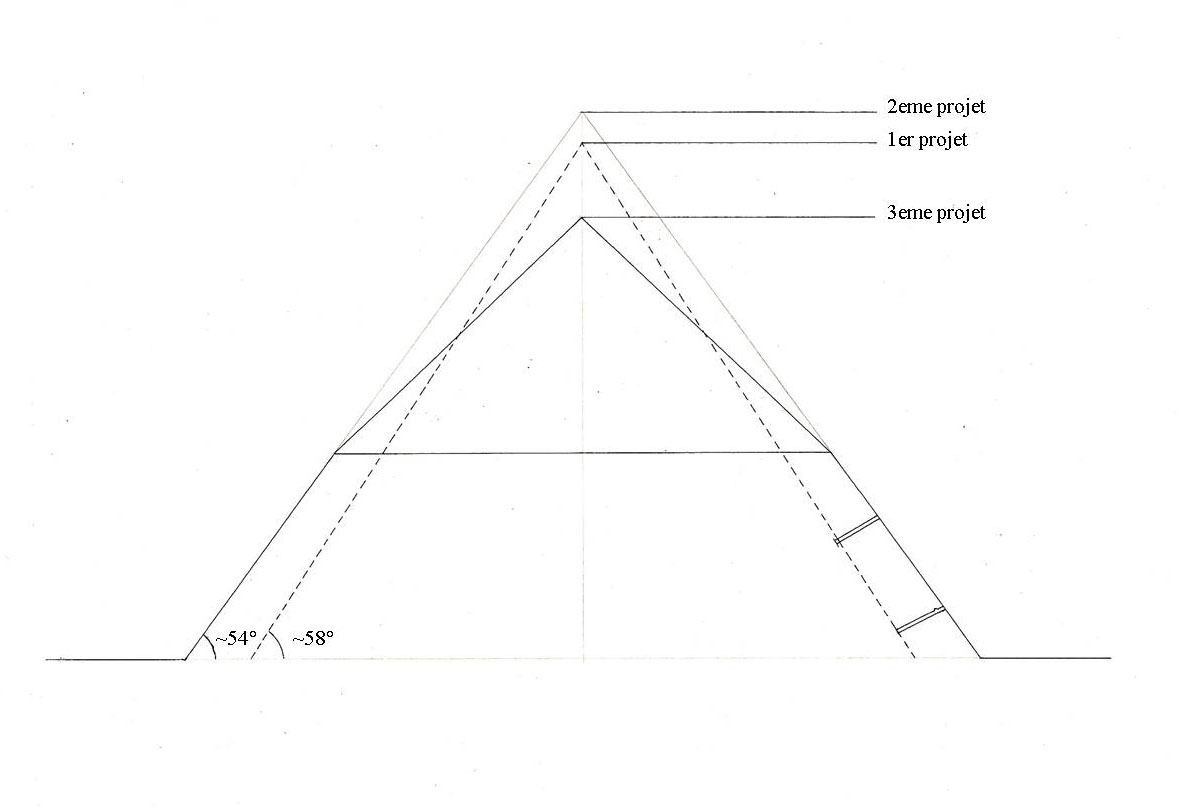
Les trois projets de la pyramide rhomboïdale.

L’entrée nord est située à 11,80 mètres au-dessus du niveau du sol. Il s'agit de la seule pyramide ayant conservé son entrée intacte au niveau du parement. L'architrave est composée d'un seul bloc de 3,18 mètres de long sur 1,50 mètre de hauteur, bien plus gros que les pierres composant le parement et rendant nettement discernable la position de l'entrée. Les égyptologues ont noté sur les parois latérales, deux paires de trous placées en vis-à-vis sur les murs est et ouest qui devaient sans aucun doute accueillir les fixations d’une porte pivotante que les architectes italiens Vito Maragioglio et Celeste Rinaldi supposent être en bois. L'entrée ouvre sur un couloir descendant de 78,60 mètres et d’une pente de 28° 22′ sur les 12,60 premiers mètres puis de 26° 20′. Cette descenderie a la particularité d'être couverte de dalles disposées en léger retrait les unes par rapport aux autres permettant ainsi de décharger les masses supérieures à la manière d'une voûte en encorbellement. Le couloir conduit à un corridor dont le sol est situé à 22,40 mètres au-dessous du niveau du sol. Ce corridor est haut de 12,60 mètres et possède une voûte en encorbellement.
La chambre dite inférieure est surélevée de 6,75 mètres par rapport à celui-ci et montre une parfaite maîtrise de la part de ses concepteurs en matière de répartition des charges. Le toit de cette chambre, culminant à 17,30 mètres en son point le plus haut, est une voûte en encorbellement innovante puisque la technique est appliquée, non plus sur deux faces comme à la pyramide de Meïdoum, mais sur les quatre faces et édifiée en pierres calcaires. Maragioglio et Rinaldi ont repéré des traces de fissures colmatées avec du plâtre qui ont dû survenir, d’après eux, durant la construction de la chambre. Ils ont également noté la présence de plusieurs paires de trous placés en vis-à-vis, pouvant permettre l’introduction de poutres. Lors des premières fouilles de l'édifice, cette pièce était encombrée d'une multitude de gravats et de blocs à peine équarris, certains portant des graffitis. Il est impossible d'estimer quelle hauteur atteignait ce remplissage.
La chambre inférieure offre un accès au sud, surplombé par un petit couloir remplissant le rôle de voûte en encorbellement. Ce conduit aboutit à un haut « puits » (parfois appelé la « cheminée ») de 8,90 mètres qui s’avère être la superposition de deux cavités probablement obturées initialement par deux herses, comme semble l'indiquer un bloc de calcaire reposant encore au bord de la cavité inférieure. La fonction de ce puits, placé au niveau de l'axe central de la pyramide, est inconnue et sa structure pour le moins inhabituelle. À noter que le sol du conduit entre le puits et la chambre inférieure repose sur des gravats remplissant une cavité profonde de huit mètres.
John Shae Perring découvrit, dans la chambre inférieure à une hauteur de 12,60 mètres, une corde de papyrus indiquant l’ouverture d’une galerie creusée dans la maçonnerie, celle-ci aboutissant au corridor supérieur entre les deux herses de la deuxième distribution (voir ci-dessous). Il est étrange de constater que cette galerie fut creusée de manière à éviter une portion de la pyramide. Son exécution est franche, sans économie et très soignée quand on tient compte de la difficulté de creuser « en aveugle » et d'assurer une liaison entre deux niveaux différents.
Des traces d'escalier maçonné sont encore visibles sur les parois du corridor précédant la chambre inférieure. Ce fait a conduit les architectes à supposer que les constructeurs ont aménagé un immense escalier d'accès à la galerie de liaison, escalier qu'ils auraient ensuite entièrement démonté rendant impossible l'accès au niveau supérieur.

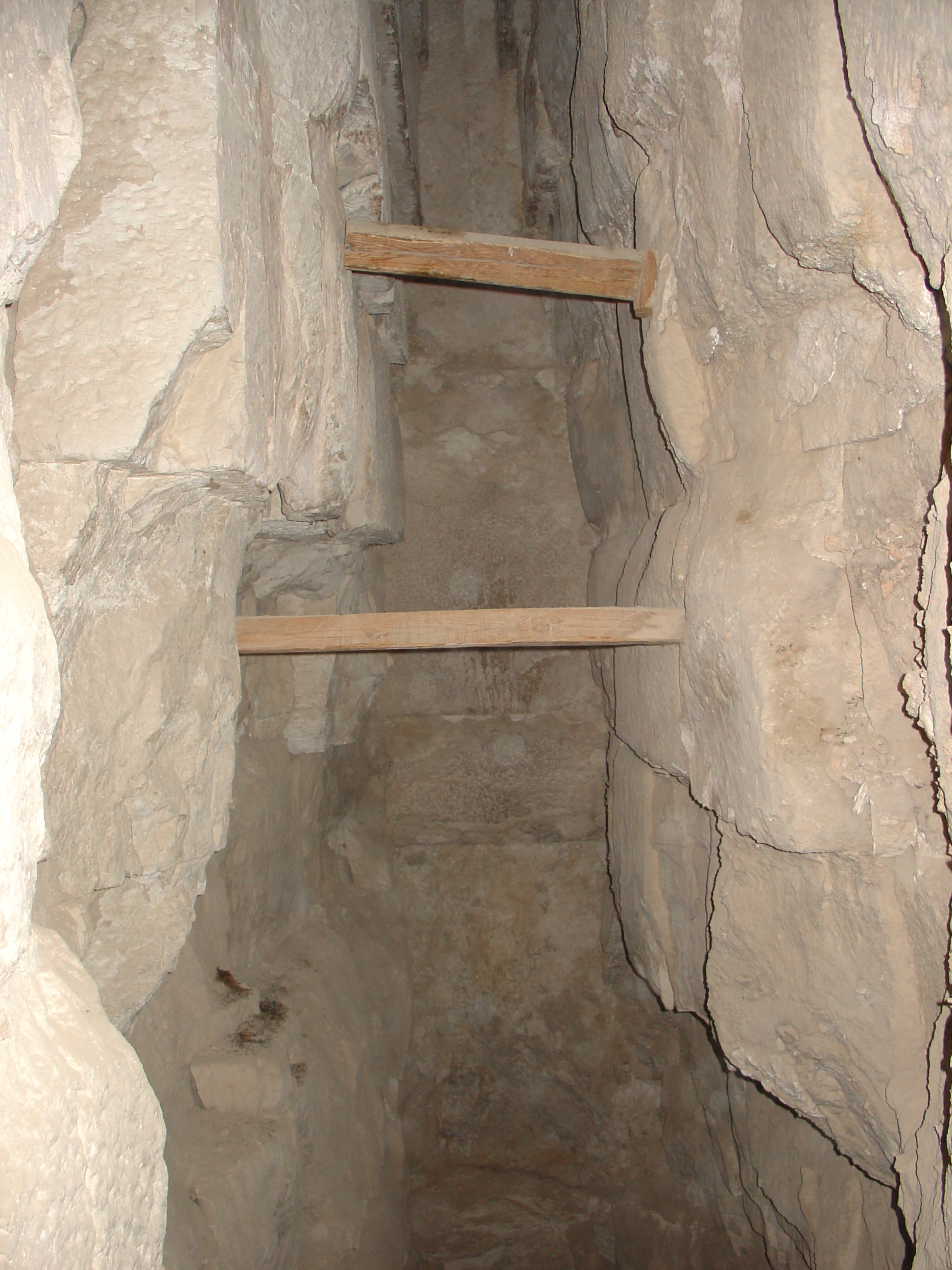
Cales de soutien des voûtes en tas de charge.
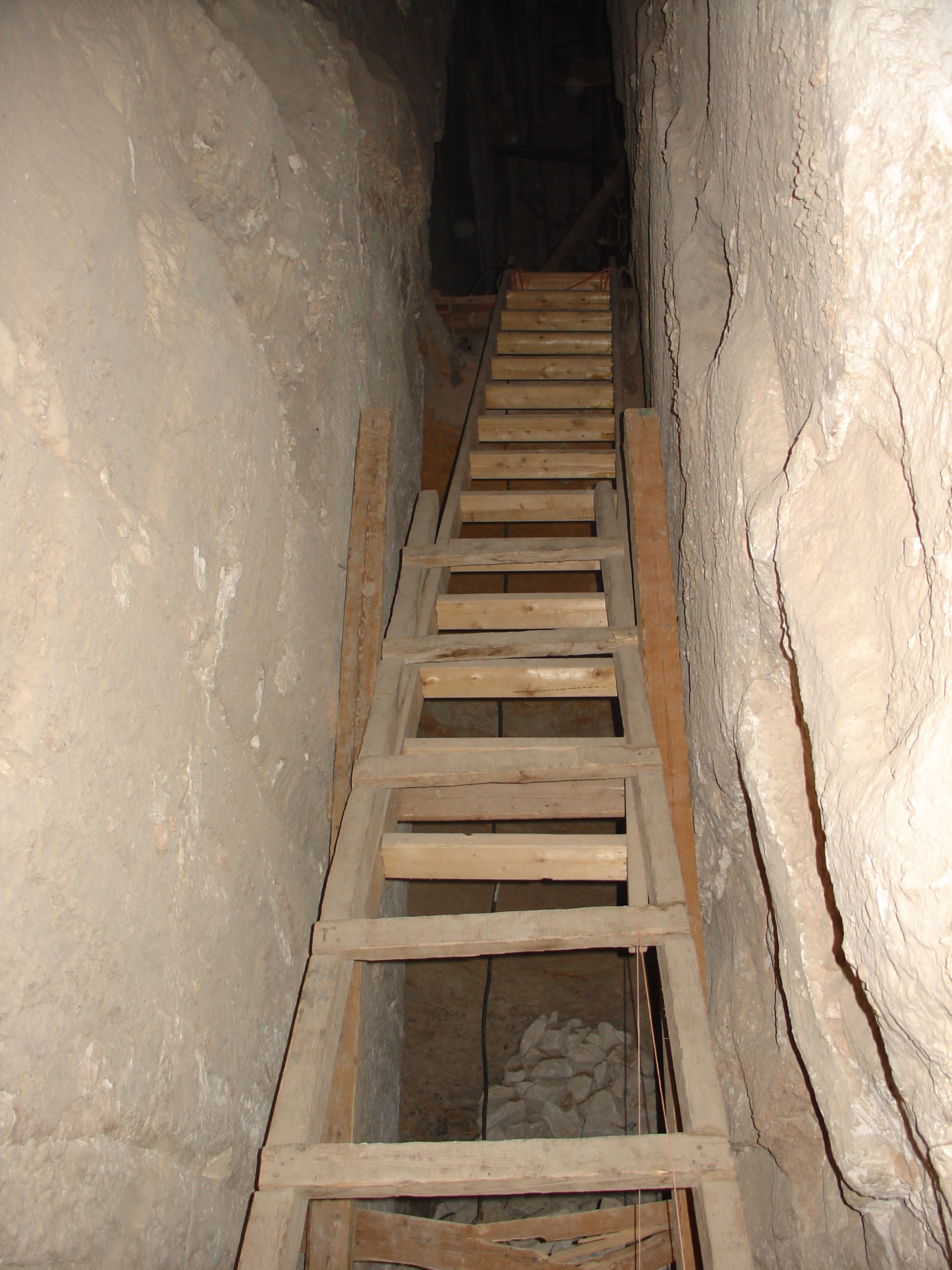
Escalier d'accès à la chambre inférieure.
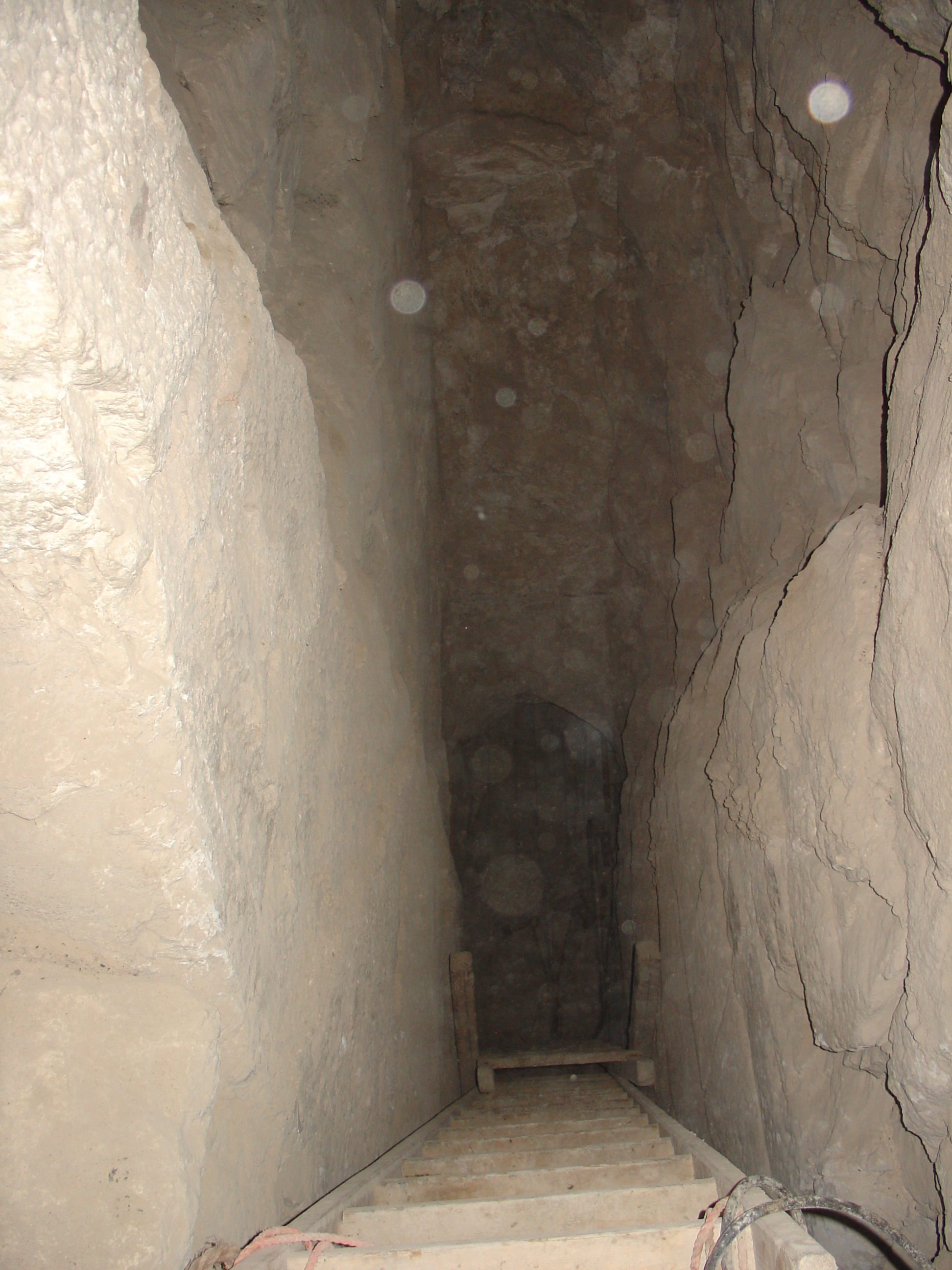
Vue du corridor à partir de la chambre inférieure.
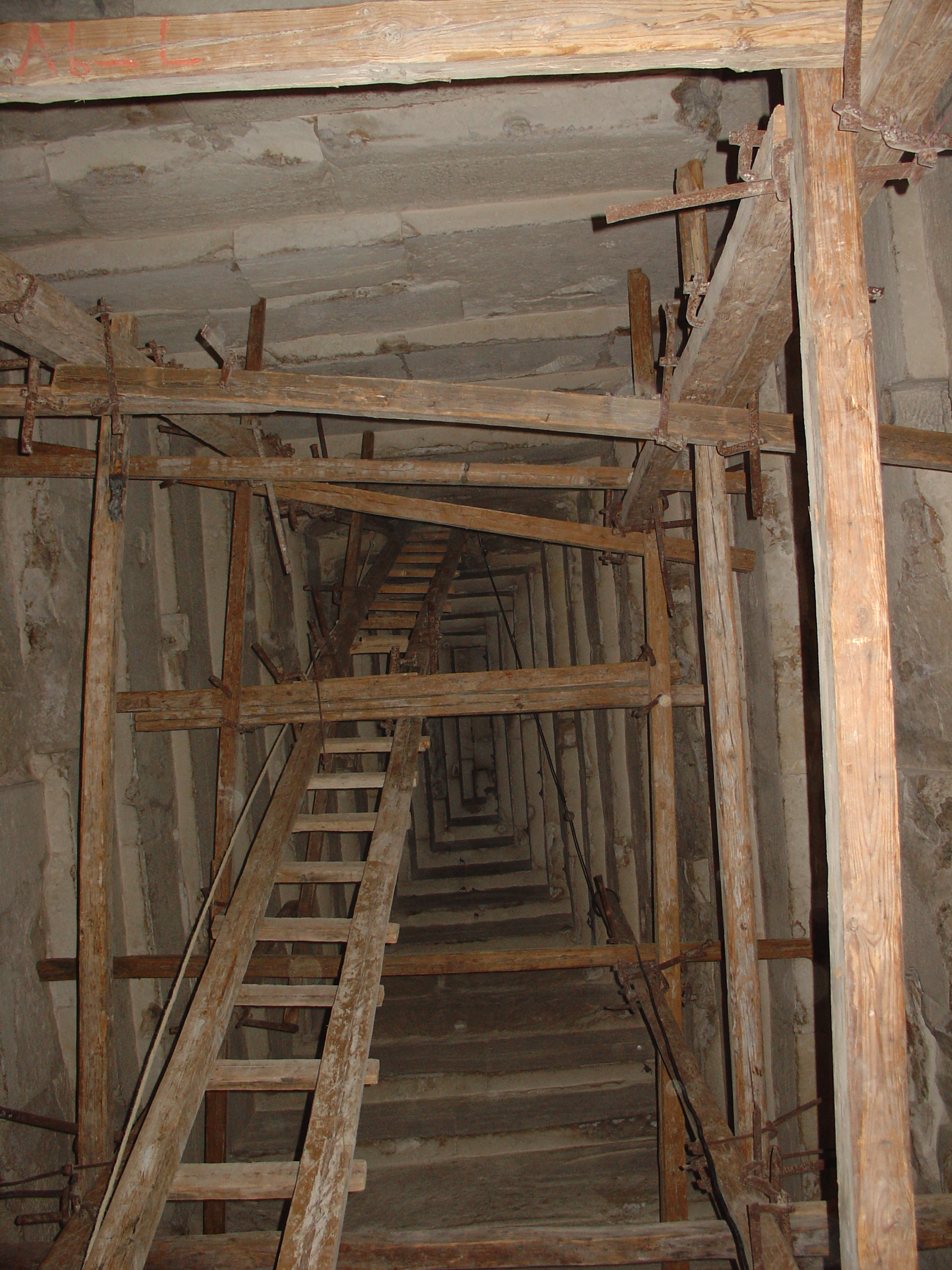
Escalier d'accès à la galerie de liaison.

### Deuxième distribution interne (entrée ouest)

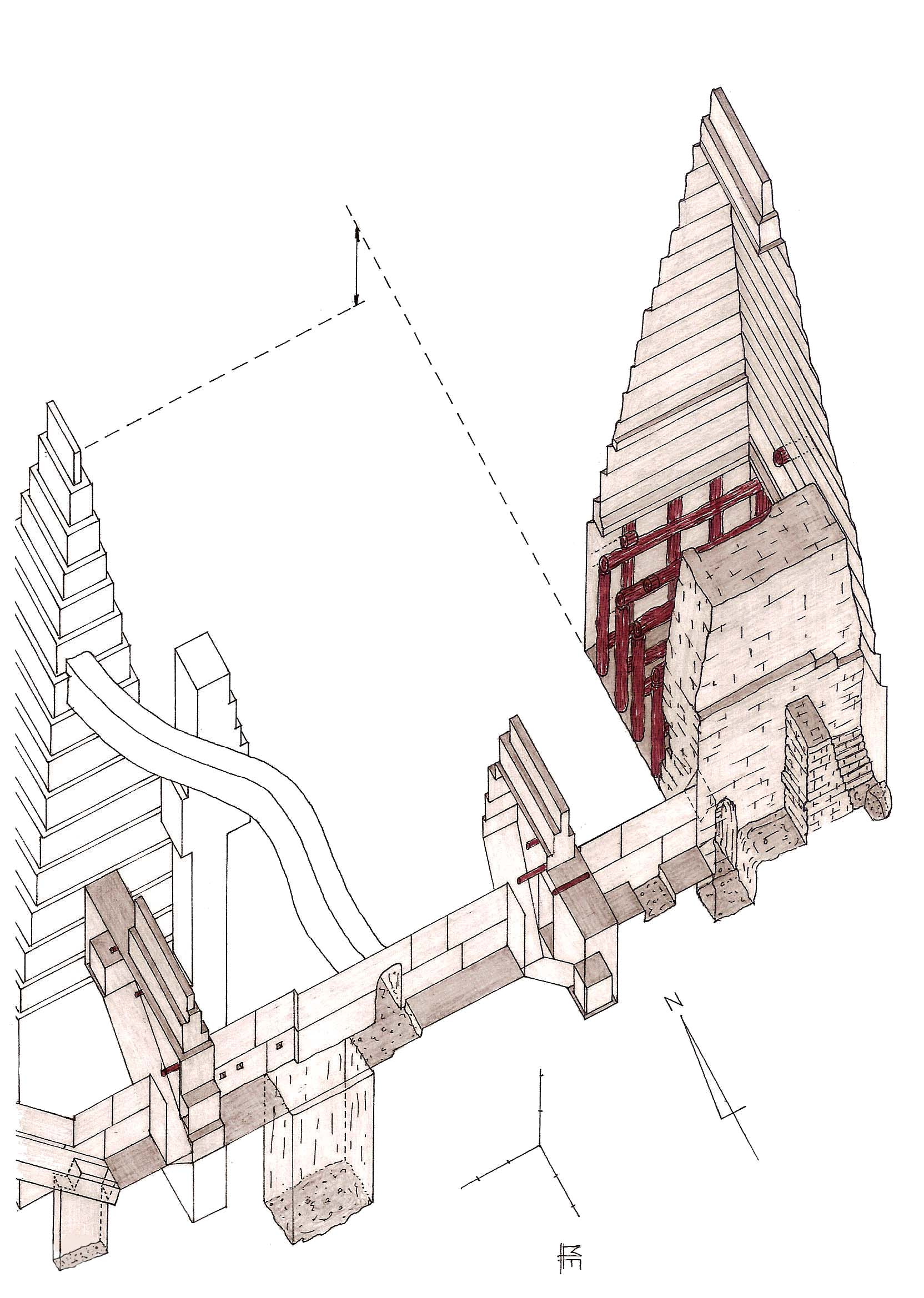
Vue axonométrique de la chambre supérieure de la pyramide rhomboïdale (dessin : Franck Monnier).

Jusqu'en 1951, l’entrée ouest était inaccessible et dissimulée sous le revêtement de la pyramide. Elle est décalée de l’axe de la pyramide et culmine à une hauteur de 33,22 mètres. Le couloir descend sur 67,66 mètres avec une pente de 30° 09′ sur les 21,81 premiers mètres puis de 24° 17′. Cette descenderie est dotée, sur son extrémité basse, d'une cavité aménagée dans le sol et de 1,28 mètre de profondeur. Cette cavité rappelle celles de la pyramide de Meïdoum et de la pyramide rouge, également située chacune en bas de la descenderie. Le couloir descendant était obstrué sur toute sa longueur par de gros blocs de calcaire jointoyés avec du plâtre sur leur côté ouest, et ce, jusqu'au dégagement effectué de 1946 à 1951. La descenderie supérieure de la pyramide rhomboïdale fait la liaison avec un tronçon horizontal long de vingt mètres entrecoupé par deux passages à herse. Il s'agit des premiers systèmes de fermeture avec herse sur plan incliné. Cette innovation sera maintes fois utilisée durant le Moyen Empire. Seule la première herse a rempli sa fonction. Elle fut plâtrée à l’intérieur comme à l’extérieur, ce qui permet de conclure que les anciens Égyptiens utilisèrent la galerie improvisée (ainsi que la descenderie ouest) pour sceller le tombeau. Entre les deux passages à herse, Abdessalam Mohammad Hussein, intrigué par la présence de plâtre, souleva une dalle du sol et découvrit sous celle-ci un large puits rectangulaire et bien maçonné s'enfonçant sur quatre mètres jusqu'au niveau du sol rocheux. La destination de cet élément reste un mystère. Toujours dans cette partie du couloir horizontal subsistent cinq paires d'encoches placées en vis-à-vis sur les murs latéraux.
La galerie de liaison entre les deux distributions débouche ici dans le mur latéral nord, juste après le puits.
Le tronçon aboutit sur la chambre dite supérieure, possédant comme la chambre inférieure, une voûte en encorbellement sur ses quatre faces mais de moins bonne facture que la chambre inférieure. Le sol de cette crypte avait été exhaussé de 4,20 mètres par une maçonnerie de petits blocs de pierre. Une grande partie de cette maçonnerie a été dégagée durant les fouilles de 1946-1947 et a laissé apparaître une imposante charpente en cèdre vieille de près de 4 600 ans.

### Observations diverses sur l'infrastructure
Quelques inscriptions hiéroglyphiques datant de la Basse Époque ont été relevées à peu de distance de l'entrée nord du couloir descendant inférieur.
À une quinzaine de mètres du bas de la descenderie supérieure, une boîte fut découverte. Elle contenait les restes momifiés d’une chouette et de cinq chauves-souris. Le docteur Ahmed Batrawi les a daté de la IVe dynastie alors que Fakhry a avancé l’époque ptolémaïque.
Cette descenderie supérieure, accessible depuis l'entrée ouest, fut obstruée originellement sur toute sa longueur. Les dix-huit derniers mètres de pierre ont été retirés, d'après Fakhry, en des temps très anciens. Cette opération, dont on ne connaît les auteurs, n'a pu être menée qu'en se frayant un passage creusé à travers la première herse.
Fakhry a relevé un fait surprenant induisant l'existence d'une troisième connexion à l'extérieur de la pyramide et restant à découvrir. La descenderie supérieure (ouest) est restée obstruée jusqu'à son dégagement en 1946 par Hassan Mustapha. La descenderie était alors comblée sur toute sa longueur de gros blocs de calcaire jointoyés et la première herse en position fermée, était également plâtrée sur ses deux versants. Or, par temps de grand vent, de nombreux explorateurs depuis Perring ont été témoins d'un bruit persistant quelques secondes, bruit que l'on entendait particulièrement au niveau du tronçon horizontal entre les deux passages à herse. Perring nota également un très important courant d'air.
La disposition inhabituelle des appartements funéraires, les particularités architecturales et les artefacts découverts ne laissent pas de surprendre. Il s'agit sans aucun doute de l'infrastructure la plus complexe après celle de la pyramide de Khéops et à l'instar de celle-ci, aucune explication satisfaisante n'a encore été proposée quant aux intentions des constructeurs.

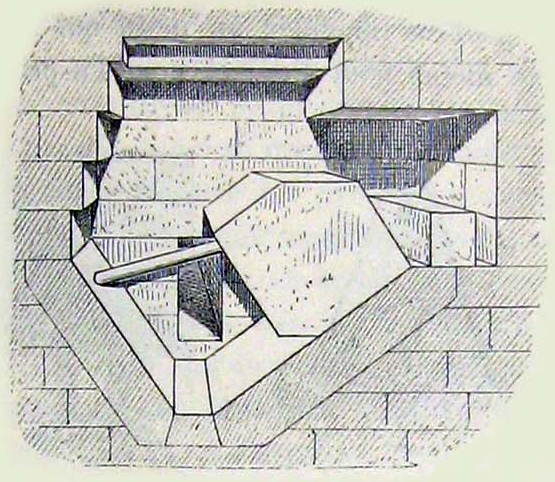
Système de fermeture avec herse en position relevée (d'après Perring).
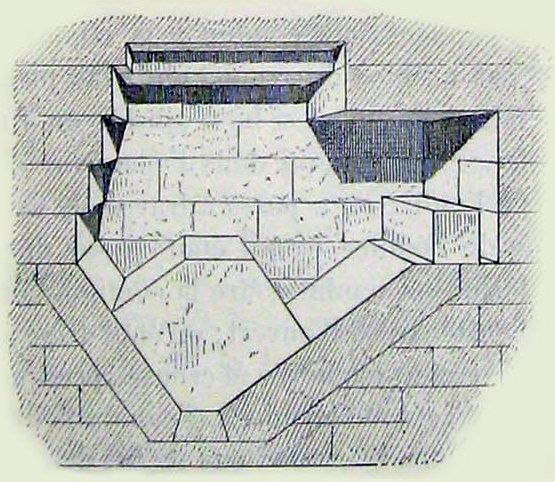
Système de fermeture avec herse en position fermée (d'après Perring).

## Pyramide satellite

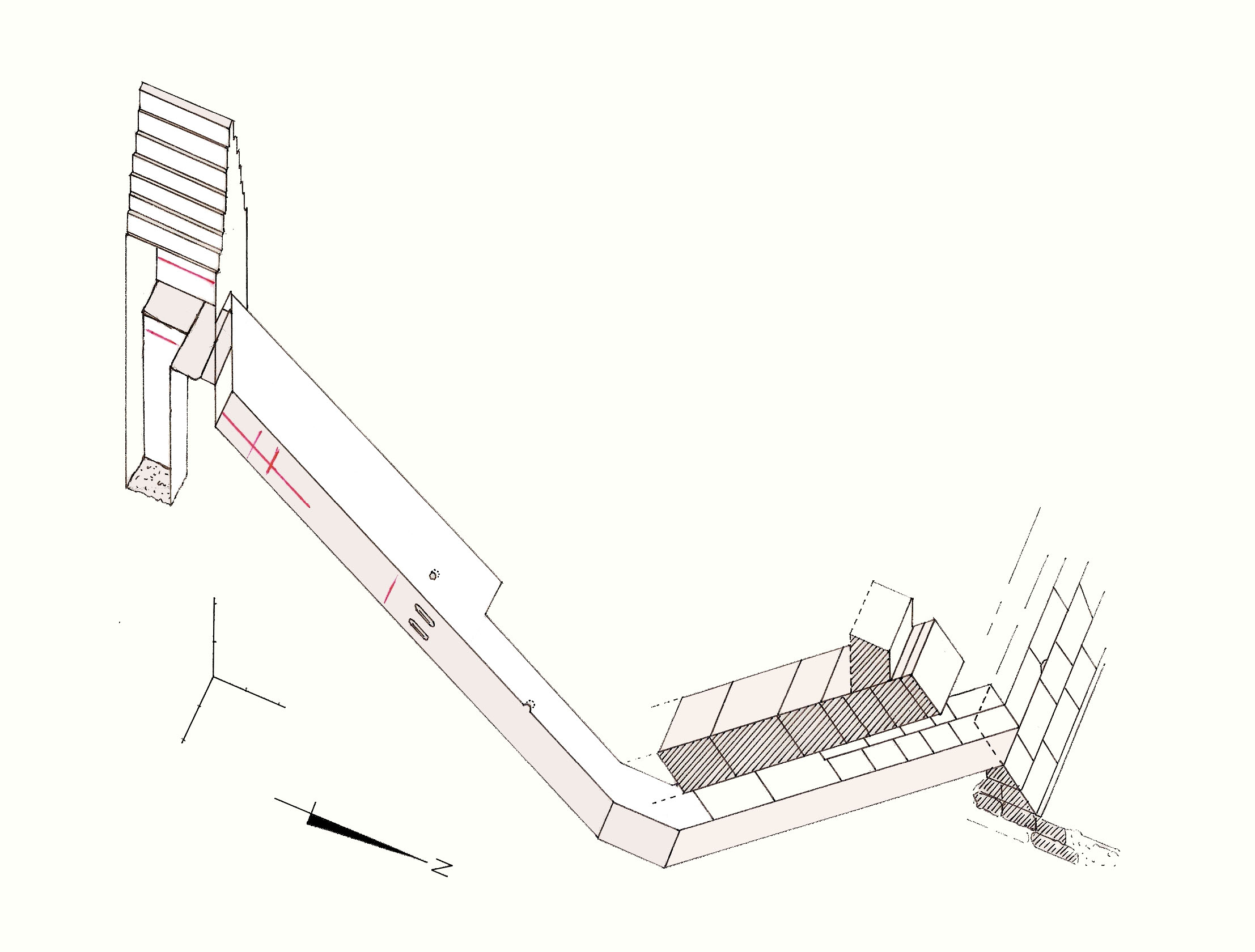
Vue axonométrique des appartements funéraires de la pyramide satellite à la pyramide rhomboïdale (dessin : Franck Monnier).

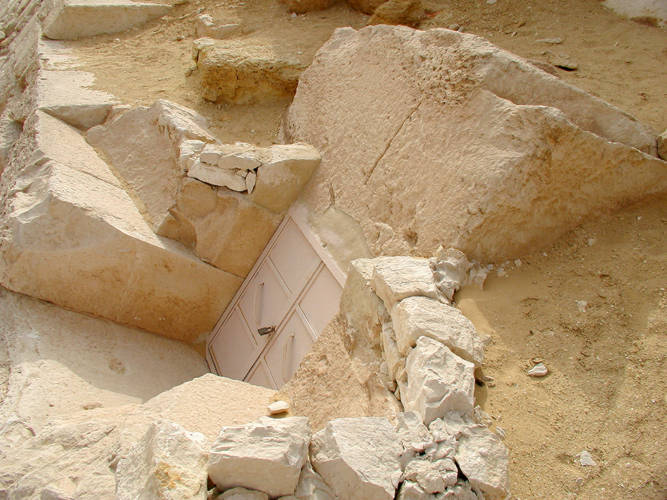
Entrée de la pyramide satellite.

Au sud de la pyramide rhomboïdale, à une distance de cinquante-cinq mètres se trouve une pyramide satellite destinée au culte du Ka du souverain. Les dimensions originelles étaient de vingt-six mètres en hauteur et de 52,80 mètres pour la longueur des côtés. L'inclinaison de ses faces est de 44° 30′ (quasi identique à l'inclinaison des faces de la pyramide rouge). La superstructure est une maçonnerie relativement grossière de pierres calcaires locales appareillées en lits horizontaux et recouverte d'un parement de calcaire fin de Tourah. Malgré l'état de délabrement avancé de l'édifice, aucune structure à degrés n'est discernable.
L'accès à la chambre funéraire se fait par un couloir descendant accessible depuis le milieu de la face nord, à une hauteur de 1,10 mètre du niveau du sol. Ce couloir, incliné de 34°, devait avoir à l'origine une longueur de 11,60 mètres. Un court passage horizontal succède à ce corridor, puis un couloir incliné cette fois vers le haut d'un angle de 32° 30′.

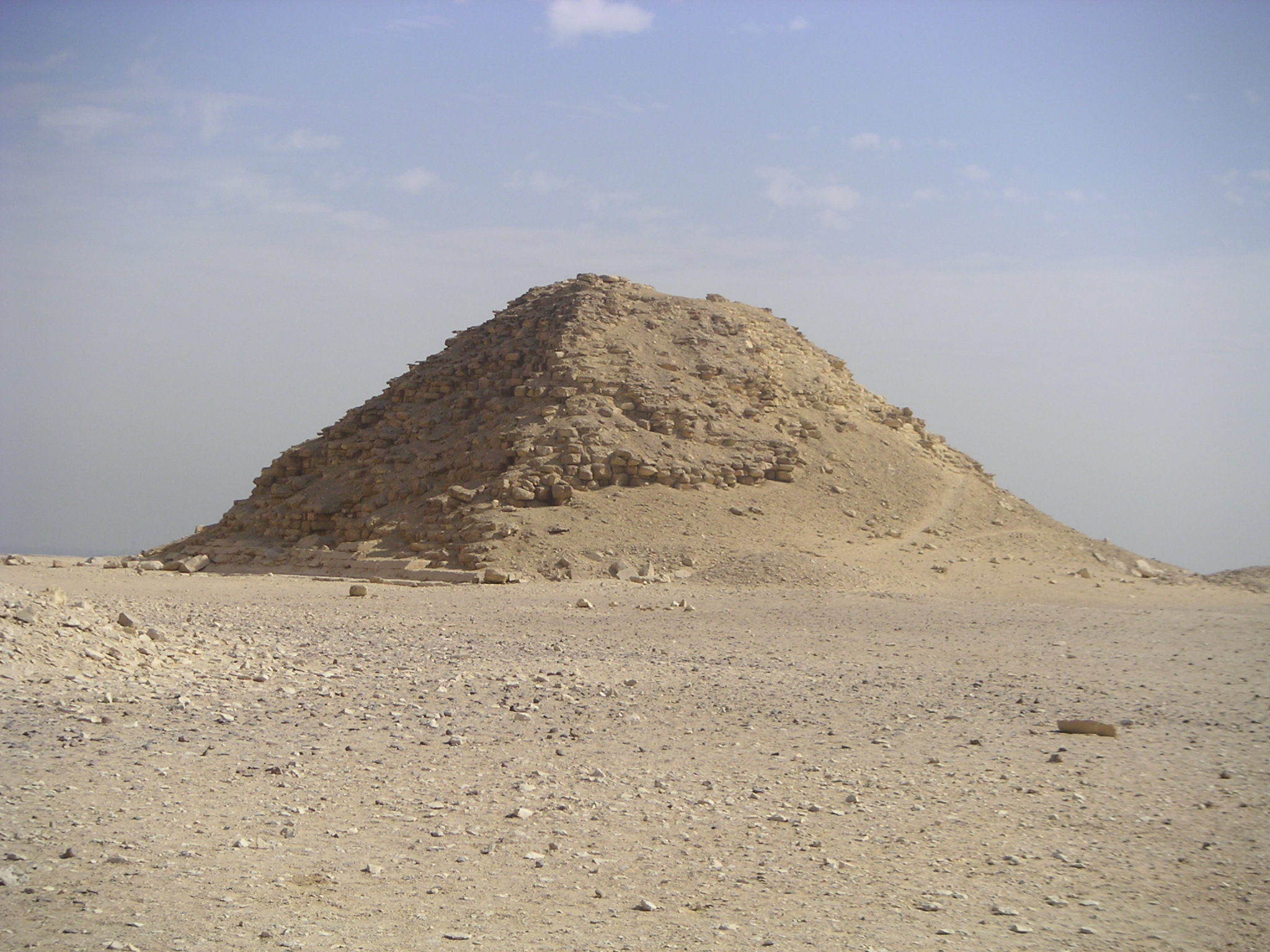
La pyramide satellite.

Au niveau du passage horizontal, subsistent de nombreux fragments de blocs bouchons qui interdisaient, dans le passé, l'accès au couloir ascendant. Le couloir ascendant est incliné de 32° 30′ et s'élargit ensuite, devenant une petite galerie dans laquelle sont encore entreposés aujourd'hui deux blocs bouchons. De nombreuses lignes rouges figurent sur les parois et sur le sol.
Le plan des infrastructures rappelle tout à fait le plan de la pyramide de Khéops, le couloir ascendant représentant la grande galerie. Au bout de celle-ci se trouve la chambre funéraire (nommée ainsi bien qu'il soit fort probable qu'elle n'ait jamais contenu de sarcophage), située sous l'apex de la pyramide et couverte d'une voûte en encorbellement. Un puits fut creusé, sans doute par des chercheurs de trésor, dans le quart-sud-est du sol de la chambre et sur une profondeur de quatre mètres.
Comme à la pyramide principale, la pyramide satellite possédait son propre autel avec deux stèles situées près de la face est.

### Temple haut

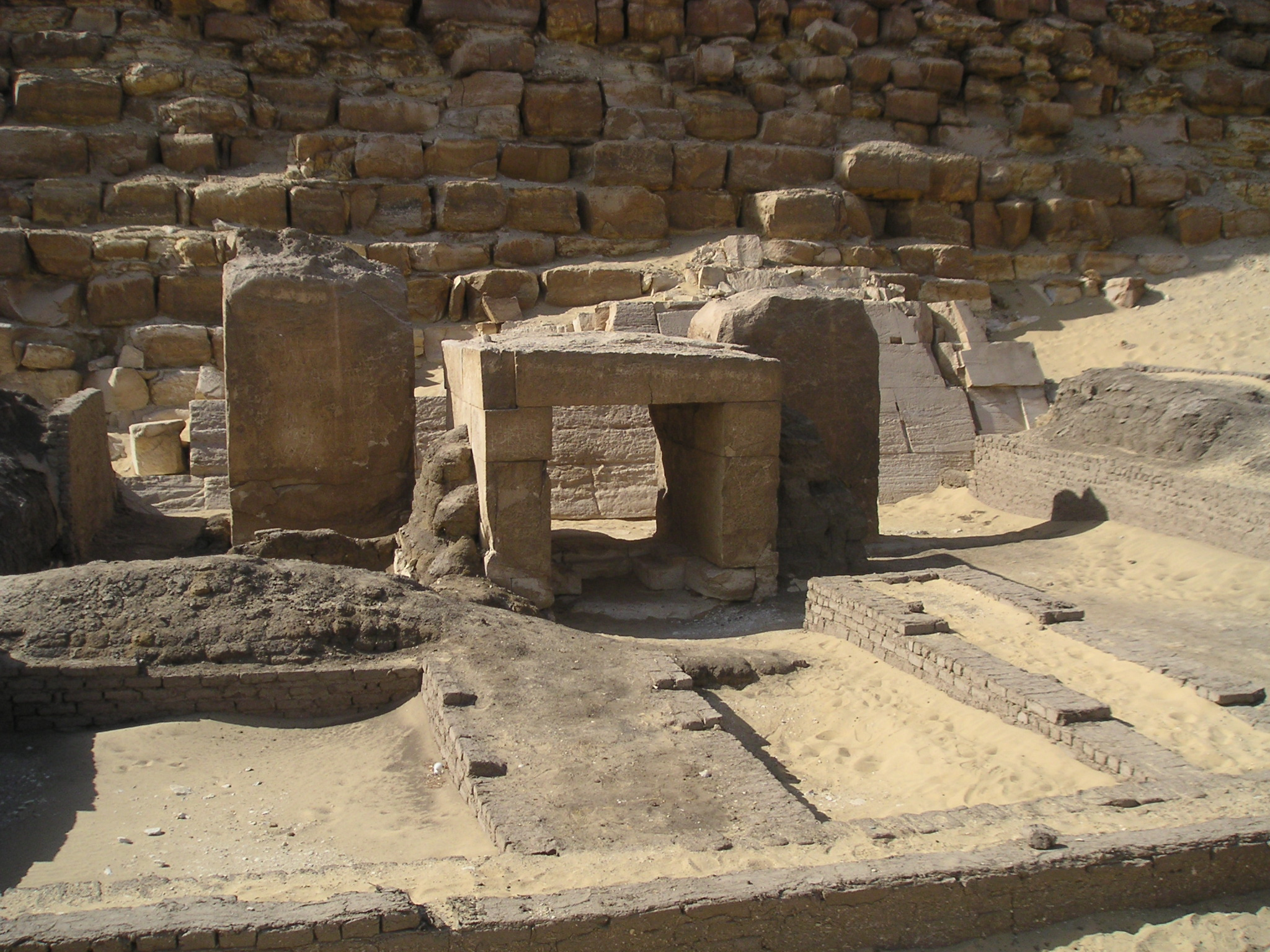
Le temple haut de la pyramide rhomboïdale.
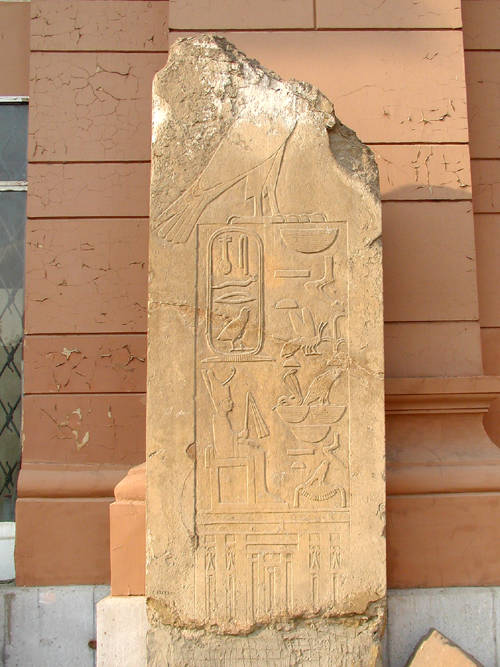
Stèle du temple haut conservée au musée égyptien du Caire.
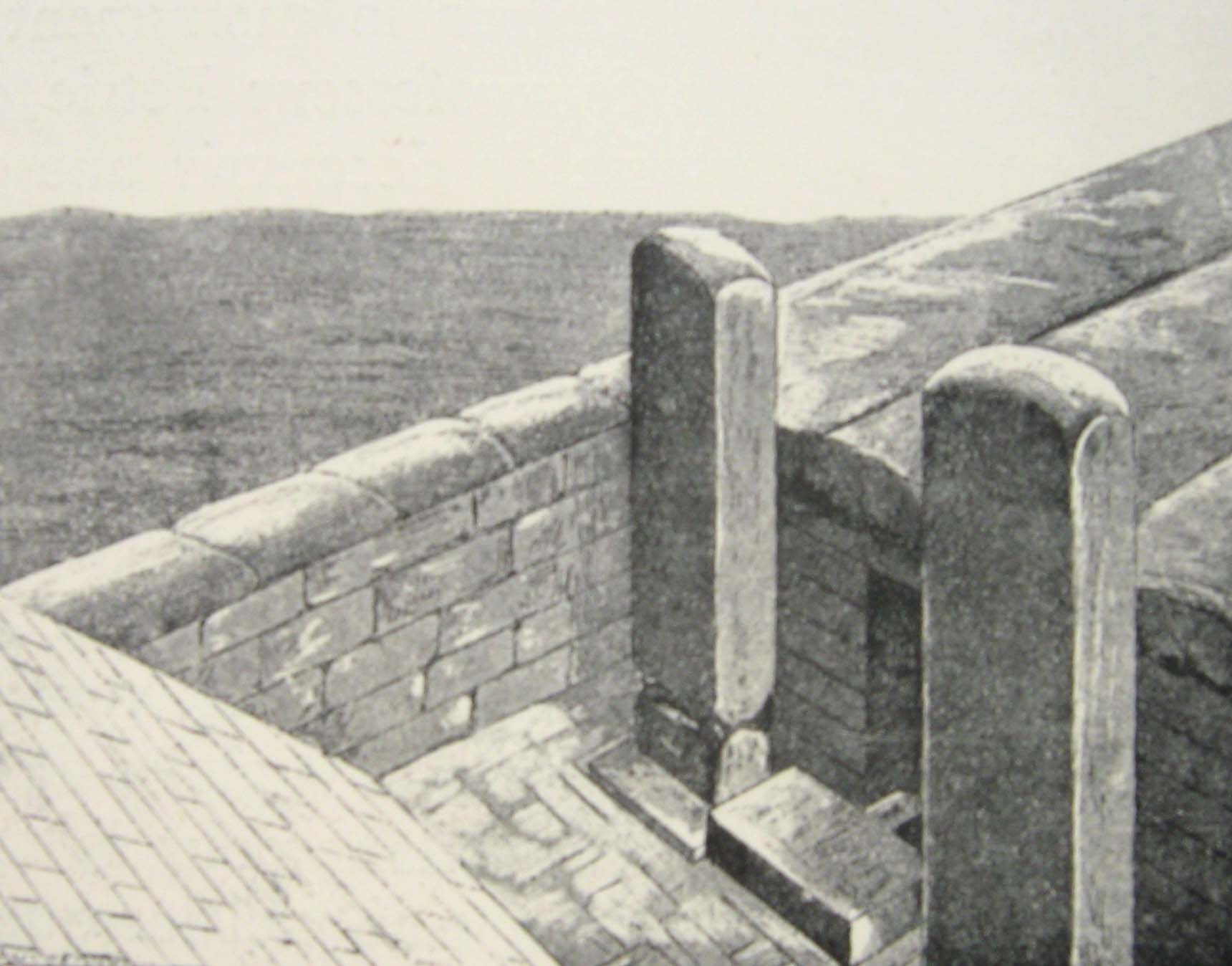
Reconstitution du temple haut de la pyramide rhomboïdale d'après Gaston Maspero.